# Катар на летних Олимпийских играх 2012
Катар принимал участие в летних Олимпийских играх 2012 года, которые проходили в Лондоне (Великобритания) с 27 июля по 12 августа, где его представляли 12 спортсмена в четырёх видах спорта. На церемонии открытия Олимпийских игр флаг Катара несла стрелок Бахия Аль-Хамад, а на церемонии закрытия — марафонец Мохаммед Бахет.
Летние Олимпийские игры 2012 для Катара стали самыми успешными играми — впервые была завоёваны сразу две олимпийские медали: обе бронзовые. Первую за 12 лет бронзовую медаль завоевал стрелок Нассер Аль-Аттия, занявший третье место в ските. 7 августа Мутаз Эсса Баршим завоевал вторую «бронзу», поделив третье место с ещё двумя спортсменами в соревнованиях прыгунов в высоту.

## Медали
| Бронза |                   |                                            |           |
| №      | Спортсмены        | Вид спорта (дисциплина)                    | Дата      |
| 1      | Нассер Аль-Аттия  | Стрельба (мужчины, скит)                   | 31 июля   |
| 2      | Мутаз Эсса Баршим | Лёгкая атлетика (мужчины, прыжки в высоту) | 7 августа |

## Состав и результаты

### Лёгкая атлетика
Мужчины
Беговые виды
| Соревнование | Спортсмены               | Отборочный раунд | Отборочный раунд | Отборочный раунд | Полуфинал | Полуфинал | Полуфинал | Финал                | Финал                |
| Соревнование | Спортсмены               | Забег            | Результат        | Место            | Забег     | Результат | Место     | Результат            | Место                |
| ------------ | ------------------------ | ---------------- | ---------------- | ---------------- | --------- | --------- | --------- | -------------------- | -------------------- |
| 800 метров   | Мусаеб Абдулрахман Балла | 2                | 1:46,37          | 2                | 2         | 1:47,52   | 7         | Завершил выступление | Завершил выступление |
| 1500 метров  | Мохамад Аль-Гарни        | 1                | 3:36,99          | 5                | 2         | 3:36,78   | 9         | Завершил выступление | Завершил выступление |
| 1500 метров  | Хамза Дриуч              | 2                | 3:39,67          | 2                | 1         | 3:49,40   | 11        | Завершил выступление | Завершил выступление |

Шоссейные виды
| Соревнование | Спортсмены     | Результат | Место |
| ------------ | -------------- | --------- | ----- |
| Марафон      | Мохаммед Бахет | 2:25:17   | 68    |

Технические виды
| Соревнование    | Спортсмены        | Квалификация | Квалификация | Финал     | Финал |
| Соревнование    | Спортсмены        | Результат    | Место        | Результат | Место |
| --------------- | ----------------- | ------------ | ------------ | --------- | ----- |
| Прыжки в высоту | Мутаз Эсса Баршим | 2,26         | 8            | 2,29      | 3     |

Женщины
Беговые виды
| Соревнование | Спортсмены    | Отборочный раунд | Отборочный раунд | Отборочный раунд | Четвертьфинал         | Четвертьфинал         | Четвертьфинал         | Полуфинал             | Полуфинал             | Полуфинал             | Финал                 | Финал                 |
| Соревнование | Спортсмены    | Забег            | Результат        | Место            | Забег                 | Результат             | Место                 | Забег                 | Результат             | Место                 | Результат             | Место                 |
| ------------ | ------------- | ---------------- | ---------------- | ---------------- | --------------------- | --------------------- | --------------------- | --------------------- | --------------------- | --------------------- | --------------------- | --------------------- |
| 100 метров   | Нур Аль-Малки | 3                | DNF              | DNF              | Завершила выступление | Завершила выступление | Завершила выступление | Завершила выступление | Завершила выступление | Завершила выступление | Завершила выступление | Завершила выступление |

### Настольный теннис
Женщины
| Соревнование     | Спортсмены | Квалификация       | Раунд 1               | Раунд 2               | Раунд 3               | Раунд 4               | Четвертьфинал         | Полуфинал             | Финал                 | Место |
| Соревнование     | Спортсмены | Соперник Результат | Соперник Результат    | Соперник Результат    | Соперник Результат    | Соперник Результат    | Соперник Результат    | Соперник Результат    | Соперник Результат    | Место |
| ---------------- | ---------- | ------------------ | --------------------- | --------------------- | --------------------- | --------------------- | --------------------- | --------------------- | --------------------- | ----- |
| Одиночный разряд | Ая Майди   | CANЧжань Мо П 0:4  | Завершила выступление | Завершила выступление | Завершила выступление | Завершила выступление | Завершила выступление | Завершила выступление | Завершила выступление | 65    |

### Плавание
Мужчины
| Соревнование                     | Спортсмены  | Отборочный раунд | Отборочный раунд | Отборочный раунд | Полуфинал            | Полуфинал            | Полуфинал            | Финал                | Финал                | Итоговое место |
| Соревнование                     | Спортсмены  | Заплыв           | Результат        | Место            | Заплыв               | Результат            | Место                | Результат            | Место                | Итоговое место |
| -------------------------------- | ----------- | ---------------- | ---------------- | ---------------- | -------------------- | -------------------- | -------------------- | -------------------- | -------------------- | -------------- |
| 400 метров комплексным плаванием | Ахмед Атари | 1                | 5:21,30          | 5                | Завершил выступление | Завершил выступление | Завершил выступление | Завершил выступление | Завершил выступление | 36             |

Женщины
| Соревнование             | Спортсмены  | Отборочный раунд | Отборочный раунд | Отборочный раунд | Полуфинал             | Полуфинал             | Полуфинал             | Финал                 | Финал                 | Итоговое место |
| Соревнование             | Спортсмены  | Заплыв           | Результат        | Место            | Заплыв                | Результат             | Место                 | Результат             | Место                 | Итоговое место |
| ------------------------ | ----------- | ---------------- | ---------------- | ---------------- | --------------------- | --------------------- | --------------------- | --------------------- | --------------------- | -------------- |
| 50 метров вольным стилем | Нада Аркайи | 3                | 30,89            | 4                | Завершила выступление | Завершила выступление | Завершила выступление | Завершила выступление | Завершила выступление | 59             |

### Стрельба
Мужчины
| Соревнование | Спортсмены       | Квалификация | Квалификация | Финал                | Финал                | Итоговое место |
| Соревнование | Спортсмены       | Очки         | Место        | Очки                 | Место                | Итоговое место |
| ------------ | ---------------- | ------------ | ------------ | -------------------- | -------------------- | -------------- |
| Трап         | Рашид Аль-Атба   | 121          | 10           | Завершил выступление | Завершил выступление | 10             |
| Дубль-трап   | Рашид Аль-Атба   | 136          | 7            | Завершил выступление | Завершил выступление | 7              |
| Скит         | Нассер Аль-Аттия | 121          | 4            | 144                  | 3                    | 3              |

Женщины
| Соревнование                          | Спортсмены      | Квалификация | Квалификация | Финал                 | Финал                 | Итоговое место |
| Соревнование                          | Спортсмены      | Очки         | Место        | Очки                  | Место                 | Итоговое место |
| ------------------------------------- | --------------- | ------------ | ------------ | --------------------- | --------------------- | -------------- |
| Пневматическая винтовка, 10 метров    | Бахия Аль-Хамад | 395          | 17           | Завершила выступление | Завершила выступление | 17             |
| Винтовка из трёх положений, 50 метров | Бахия Аль-Хамад | 555          | 46           | Завершила выступление | Завершила выступление | 46             |